# Tercera División (Argentina)
La Tercera División es  un campeonato de división reserva para los clubes directamente afiliados a la AFA. Fue en sus orígenes la tercera categoría del fútbol argentino, pasando por momentos a ser la cuarta y quinta categoría hasta 1962, año en que fue desplazada definitivamente por la División Superior de Fútbol Aficionado, siendo predecesora de la Primera D.

## Historia

### Primeros años
La competición fue creada en 1900 por The Argentine Association Football League e inicialmente era un certamen de formaciones juveniles para jugadores que no superaran los 17 años de edad.
En sus orígenes, el certamen estaba íntegro al sistema de ligas, por lo que ocupaba el rol de tercera categoría, aunque el torneo no contara con un sistema ascensos y descensos. En este período, además de las formaciones alternativas de equipos de Primera y Segunda, también participaron algunos primeros equipos de la misma división.
Se destacaron en este período las participaciones de equipos de gran relevancia con posterioridad como el Club Atlético River Plate, el Club Atlético Independiente y el Racing Club, que participaron con sus principales formaciones entre 1905 y 1908.

### Período 1911-1926
En 1911, con la creación de la División Intermedia, el certamen fue relegado a la cuarta categoría. El período se caracterizó por una marcada desorganización y la disputa dirigencial, a partir del crecimiento explosivo de la actividad. Entre 1912 y 1914, por la escisión del fútbol argentino, existieron dos torneos: uno de la Asociación Argentina de Football y uno de la Federación Argentina de Football.
Durante este período, la participación de primeros equipos empieza a hacerse más reducida, hasta desaparecer para inicios de la década de 1920, cuando el fútbol argentino estuvo nuevamente dividido y se disputó, en paralelo al torneo de la Asociación Argentina, el torneo de la Asociación Amateurs de Football. En esta última década, también se hizo frecuente el traspaso de equipos, que abandonaban una asociación y se afiliaban a la otra, muchas veces durante el transcurso de los certámenes.

### Final de amateurismo
El 28 de noviembre de 1926, el cisma llegaba a su fin al conformarse la Asociación Amateurs Argentina de Football. La unificación trajo consigo la fusión de las divisiones, lo que hizo necesario una fisión en la Primera División, que dio origen a la Primera División B. Esto relegó a la quinta categoría a la Tercera y, aunque el nivel de los equipos no se modificó, decayó aún mas el interés en el certamen.
En 1931, a partir de la escisión que daría origen al profesionalismo, la Liga Argentina de Football organizó su propio certamen de Tercera División, como un torneo de división inferior, separado de la única categoría que constituía a la liga.

### Lasección Ascenso
En la Asociación Argentina, el torneo se mantuvo sin cambios hasta 1933, cuando el sistema de ligas fue reestructurado y la Cuarta y Quinta División fueron apartadas del sistema de ligas, pasando a constituir las divisiones inferiores. Por su parte, la Tercera División retornó a ser la tercera categoría, por la eliminación de la Primera División B y de la División Intermedia, y el torneo se dividió en dos partes: la parte ordinaria, disputada por formaciones alternativas de Primera y Segunda, dividido en secciones geograficas y consagrando a su campeón; y la sección Ascenso, disputada por primeros equipos por el ascenso a Segunda para su ganador, siendo conocida también como Tercera de Ascenso.
En la edición de 1933, los clubes El Progreso, Huracán de San Justo, Munro y Villa Adelina, disputaron la primera edición con un sistema de ascensos y descensos, siendo su ganador El Progreso. Finalizado el torneo, la sección se disolvió con el ascenso de su ganador, la promoción de Huracan de San Justo, y la desafiliación de los equipos restantes.
En 1935, con el surgimiento de la actual AFA, la sección Ascenso vuelve a constituirse con los equipos de la Segunda División la extinta asociación amateur. Su ganador fue Progresista.

### División por categorías
En 1943, la Segunda División pasa a ser profesional, y la sección fue reemplazada por un torneo independiente: la Primera Amateur. A partir de esta temporada, la Tercera fue dividida por categorías, habiendo un torneo para los equipos de Primera División y otro para los de Segunda División.
En 1947, se disuelve el torneo y los equipos retornan a disputar la Tercera de Ascenso.

### Paso a división de reserva
En 1950, luego de una reestructuración, la Segunda División pasa a ocupar la tercera categoría y la Tercera División pasa a la cuarta categoría nuevamente. A partir de esta temporada, el campeonato de Tercera pasa a ser integrado por cinco torneos: la sección Ascenso y los torneos inferiores para equipos alternativos de Primera, Primera B, Segunda y la misma sección Ascenso.
En 1962, la sección Ascenso es eliminada y sus equipos pasa a integrar la División Superior de Fútbol Aficionado. De esta forma, la Tercera División pasa a ser definitivamente un torneo de división de reservas.
En 1981, los equipos de Primera División dejan de disputar la Tercera División y pasan a disputar el torneo de reservas, que ese año retornaba tras casi 20 años sin disputarse.
En 1986, se suman los equipos alternativos del Nacional B y disputan un torneo propio en la Tercera División.
La década de 1990 se caracterizó por una marcada desorganización, provocando que varios de los torneos de Tercra de la B, C y D. A partir de 1998, luego de que ningún torneo pudiera concluir, se dejan de disputar los torneos para los equipos de la B Nacional, Primera B y Primera C. En 2008, los equipos de Primera D dejan de disputarlo también, y la Tercera División deja de disputarse.
Luego de seis años, en 2015 vuelve a disputarse el torneo con los equipos de Primera B, sumándose los de la B Nacional en 2016 y los de Primera C en 2018.

## Palmarés

### Amateurismo
| En tercera categoría | En tercera categoría | En tercera categoría |
| -------------------- | -------------------- | -------------------- |

| Temporada | Campeón                 | Subcampeón                  | Tercero      |
| --------- | ----------------------- | --------------------------- | ------------ |
| 1900      | English High School III | Se desconoce                | Se desconoce |
| 1901      | Alumni III              | Se desconoce                | Se desconoce |
| 1902      | Lomas Juniors           | Colegio Nacional del Sud    | Barracas III |
| 1903      | Estudiantes III         | Lomas Juniors               | América      |
| 1904      | Estudiantes IV          | Alumni III                  | No hubo      |
| 1905      | Alumni II               | Tiro Federal Argentino (SF) | No hubo      |
| 1906      | Gimnasia y Esgrima      | Gath & Chávez II            | No hubo      |
| 1907      | Atlanta                 | Gimnasia y Esgrima II       | No hubo      |
| 1908      | Banfield                | Independiente II            | No hubo      |
| 1909      | Ferro Carril Oeste II   | Se desconoce                | No hubo      |
| 1910      | Instituto Americano     | Argentino de Quilmes III    | No hubo      |

| En cuarta categoría | En cuarta categoría | En cuarta categoría |
| ------------------- | ------------------- | ------------------- |

| Temporada | Campeón                | Subcampeón             |
| --------- | ---------------------- | ---------------------- |
| 1911      | Racing                 | Se desconoce           |
| 1912 AAF  | Boca Juniors           | Se desconoce           |
| 1912 FAF  | Gimnasia y Esgrima III | Se desconoce           |
| 1913 AAF  | Libertarios Unidos     | Se desconoce           |
| 1913 FAF  | Solís                  | Se desconoce           |
| 1914 AAF  | Libertarios Unidos     | Se desconoce           |
| 1914 FAF  | Vélez Sarsfield        | Se desconoce           |
| 1915      | Boca Juniors           | Se desconoce           |
| 1916      | Porteño                | Se desconoce           |
| 1917      | San Lorenzo de Almagro | Se desconoce           |
| 1918      | Independiente          | Se desconoce           |
| 1919 AAF  | Almagro                | Se desconoce           |
| 1919 AAmF | Racing                 | Se desconoce           |
| 1920 AAF  | Huracán                | Se desconoce           |
| 1920 AAmF | Estudiantil Porteño    | Se desconoce           |
| 1921 AAF  | Nueva Chicago          | Se desconoce           |
| 1921 AAmF | Almagro                | Gimnasia y Esgrima (L) |
| 1922 AAF  | Sp. Monserrat          | Se desconoce           |
| 1922 AAmF | Vélez Sarsfield        | Se desconoce           |
| 1923 AAF  | Boca Juniors           | Se desconoce           |
| 1923 AAmF | Platense               | Se desconoce           |
| 1924 AAF  | Dock Sud               | Se desconoce           |
| 1924 AAmF | Platense               | Argentino del Sud      |
| 1925 AAF  | Palermo                | Se desconoce           |
| 1925 AAmF | Sp. Alsina             | Se desconoce           |
| 1926 AAF  | Los Andes              | Se desconoce           |
| 1926 AAmF | Platense               | Ferro Carril Oeste     |

| En quinta categoría | En quinta categoría | En quinta categoría |
| ------------------- | ------------------- | ------------------- |

| Temporada | Campeón                | Subcampeón            |
| --------- | ---------------------- | --------------------- |
| 1927      | San Lorenzo de Almagro | Racing                |
| 1928      | Liberal Argentino      | Argentino de Banfield |
| 1929      | Racing Club            | Excursionistas        |
| 1930      | Almagro                | Acassuso              |
| 1931 AFAP | Excursionistas         | Almagro               |
| 1932 AFAP | El Progreso            | Se desconoce          |

| En tercera categoría | En tercera categoría | En tercera categoría |
| -------------------- | -------------------- | -------------------- |

| Temporada | Campeón            | Subcampeón         | Tercero |
| --------- | ------------------ | ------------------ | ------- |
| 1933 AFAP | Sp. Alsina III     | Excursionistas III | No hubo |
| 1934 AAF  | Excursionistas III | Almagro III B      | No hubo |

### Profesionalismo
| Primera División | Primera División | Primera División |
| ---------------- | ---------------- | ---------------- |

| Temporada | Campeón                                         | Subcampeón | Tercero |
| --------- | ----------------------------------------------- | ---------- | ------- |
| 1931 LAF  | Racing                                          |            |         |
| 1932 LAF  | Argentinos Juniors                              |            |         |
| 1933 LAF  | Vélez Sarsfield                                 |            |         |
| 1934 LAF  | Huracán                                         |            |         |
| 1935      | San Lorenzo de Almagro                          |            |         |
| 1936      | Racing                                          |            |         |
| 1937      | Huracán                                         |            |         |
| 1938      | Tigre                                           |            |         |
| 1939      | Quilmes                                         |            |         |
| 1940      | Boca Juniors                                    |            |         |
| 1941      | Racing                                          |            |         |
| 1942      | Racing                                          |            |         |
| 1943      | San Lorenzo de Almagro                          |            |         |
| 1944      | River Plate                                     |            |         |
| 1945      | Independiente                                   |            |         |
| 1946      | Newell's Old Boys                               |            |         |
| 1947      | San Lorenzo de Almagro                          |            |         |
| 1948      | No hubo                                         | No hubo    | No hubo |
| 1949      | Racing                                          |            |         |
| 1950      | Gimnasia y Esgrima La Plata                     |            |         |
| 1951      | Racing                                          |            |         |
| 1952      | Independiente                                   |            |         |
| 1953      | Independiente                                   |            |         |
| 1954      | Racing                                          |            |         |
| 1955      | Racing                                          |            |         |
| 1956      | Boca Juniors                                    |            |         |
| 1957      | Racing                                          |            |         |
| 1958      | Racing                                          |            |         |
| 1959      | San Lorenzo de Almagro                          |            |         |
| 1960      | Boca Juniors                                    |            |         |
| 1961      | Racing                                          |            |         |
| 1962      | Boca Juniors                                    |            |         |
| 1963      | San Lorenzo de Almagro                          |            |         |
| 1964      | Rosario Central                                 |            |         |
| 1965      | Estudiantes de La Plata                         |            |         |
| 1966      | Boca Juniors                                    |            |         |
| 1967      | River Plate                                     |            |         |
| 1968      | Estudiantes de La Plata                         |            |         |
| 1969      | Estudiantes de La Plata                         |            |         |
| 1970      | Racing                                          |            |         |
| 1971      | Ferro Carril Oeste No hubo                      |            |         |
| 1972      | San Lorenzo de Almagro Rosario Central          |            |         |
| 1973      | No hubo Independiente                           |            |         |
| 1974      | Rosario Central River Plate                     |            |         |
| 1975      | Rosario Central Newell's Old Boys               |            |         |
| 1976      | Newell's Old Boys River Plate Newell's Old Boys |            |         |
| 1977      | Rosario Central                                 |            |         |
| 1978      | Newell's Old Boys                               |            |         |
| 1979      | Newell's Old Boys                               |            |         |
| 1980      | Rosario Central                                 |            |         |

| Segunda categoría | Segunda categoría | Segunda categoría |
| ----------------- | ----------------- | ----------------- |

| Temporada              | Campeón                                      | Subcampeón                                | Tercero          |
| Segunda División       | Segunda División                             | Segunda División                          | Segunda División |
| ---------------------- | -------------------------------------------- | ----------------------------------------- | ---------------- |
| 1943                   | Tigre                                        |                                           |                  |
| 1944                   | Quilmes                                      |                                           |                  |
| 1945                   | Banfield                                     |                                           |                  |
| Primera División B     |                                              |                                           |                  |
| 1950                   | Dock Sud                                     |                                           |                  |
| 1951                   | Almagro                                      |                                           |                  |
| 1952                   | Gimnasia y Esgrima Eva Perón                 |                                           |                  |
| 1953                   | Los Andes                                    |                                           |                  |
| 1954                   | Estudiantes de Eva Perón                     |                                           |                  |
| 1955                   | Quilmes                                      |                                           |                  |
| 1956                   | Atlanta Platense                             |                                           |                  |
| 1957                   | Chacarita Juniors                            |                                           |                  |
| 1958                   | Ferro Carril Oeste                           |                                           |                  |
| 1959                   | Banfield                                     |                                           |                  |
| 1960                   | Dock Sud                                     |                                           |                  |
| 1961                   | Excursionistas                               |                                           |                  |
| 1962                   | Lanús                                        |                                           |                  |
| 1963                   | Dock Sud                                     |                                           |                  |
| 1964                   | San Telmo Tigre Lanús y/o All Boys Temperley |                                           |                  |
| 1965                   | Dock Sud Almagro                             |                                           |                  |
| 1966                   | Almirante Brown Español de Buenos Aires      |                                           |                  |
| 1967                   | Dep. Morón                                   |                                           |                  |
| 1968                   | Temperley                                    |                                           |                  |
| 1969                   | Ferro Carril Oeste                           |                                           |                  |
| 1970                   | Ferro Carril Oeste                           |                                           |                  |
| 1971                   | No hubo                                      | No hubo                                   | No hubo          |
| 1972                   | Platense                                     |                                           |                  |
| 1973                   | No hubo                                      | No hubo                                   | No hubo          |
| 1974                   | No hubo                                      | No hubo                                   | No hubo          |
| 1975                   | No hubo                                      | No hubo                                   | No hubo          |
| 1976                   | El Porvenir                                  |                                           |                  |
| 1977                   | El Porvenir                                  |                                           |                  |
| 1978                   | Ferro Carril Oeste                           |                                           |                  |
| 1979                   | Tigre                                        |                                           |                  |
| 1980                   | Gimnasia y Esgrima La Plata                  |                                           |                  |
| 1981                   | Gimnasia y Esgrima La Plata                  |                                           |                  |
| 1982                   | Atlanta                                      |                                           |                  |
| 1983                   | No hubo                                      | No hubo                                   | No hubo          |
| 1984                   | Gimnasia y Esgrima La Plata                  |                                           |                  |
| 1985                   | Atlanta                                      |                                           |                  |
| Nacional B             |                                              |                                           |                  |
| 1986-87                | Chacarita Juniors                            |                                           |                  |
| 1987-88                | Huracán                                      |                                           |                  |
| 1988-89                | Quilmes                                      |                                           |                  |
| 1990-91                | Quilmes                                      |                                           |                  |
| 1991-92                | Almirante Brown                              |                                           |                  |
| 1992-93                | Quilmes                                      |                                           |                  |
| 1993-94                | Almirante Brown                              |                                           |                  |
| 1994-95                | Douglas Haig                                 |                                           |                  |
| 1995-96                | Chacarita Juniors                            |                                           |                  |
| 1996-97                | Nueva Chicago                                |                                           |                  |
| 1997-98                | No hubo                                      | No hubo                                   | No hubo          |
| B Nacional / Primera B |                                              |                                           |                  |
| 2016                   | Platense                                     | Deportivo Riestra                         | No hubo          |
| 2016-17                | Ferro Carril Oeste                           | Argentinos Juniors                        | No hubo          |
| B Nacional             |                                              |                                           |                  |
| 2017-18                | Atlético de Rafaela                          | Quilmes                                   | All Boys         |
| 2018-19                | Ferro Carril Oeste                           | Arsenal                                   | No hubo          |
| 2019-20                | No hubo                                      | No hubo                                   | No hubo          |
| 2021                   | Quilmes Belgrano (C)                         | Ferro Carril Oeste Gimnasia y Esgrima (M) | No hubo          |
| 2022                   | Camioneros                                   | Ferro Carril Oeste                        | No hubo          |
| 2023                   | Ferro Carril Oeste                           | San Telmo                                 | No hubo          |
| 2024                   | Atlanta                                      | Chacarita Juniors                         | No hubo          |

| Tercera categoría | Tercera categoría | Tercera categoría |
| ----------------- | ----------------- | ----------------- |

| Temporada                           | Campeón                 | Subcampeón       | Tercero          |
| Segunda División                    | Segunda División        | Segunda División | Segunda División |
| ----------------------------------- | ----------------------- | ---------------- | ---------------- |
| 1950                                | Excursionistas          |                  |                  |
| Segunda División / Tercera División |                         |                  |                  |
| 1951                                | Justo José de Urquiza   |                  |                  |
| Primera División C                  |                         |                  |                  |
| 1965                                | Sacachispas             |                  |                  |
| 1966                                | Arsenal (Ll)            |                  |                  |
| 1967                                | Arsenal (Ll)            |                  |                  |
| 1968                                | Arsenal (Ll)            |                  |                  |
| 1969                                | Fénix                   |                  |                  |
| 1970                                | Dock Sud                |                  |                  |
| 1971                                | Dock Sud                |                  |                  |
| 1972                                | Dock Sud                |                  |                  |
| 1973                                | No hubo                 | No hubo          | No hubo          |
| 1974                                | Español de Buenos Aires |                  |                  |
| 1975                                | Villa Dálmine           |                  |                  |
| 1976                                | No hubo                 | No hubo          | No hubo          |
| 1977                                | No hubo                 | No hubo          | No hubo          |
| 1978                                | Talleres                |                  |                  |
| 1979                                | Lanús                   |                  |                  |
| 1980                                | Lanús                   |                  |                  |
| 1981                                | Chacarita Juniors       |                  |                  |
| 1982                                | Villa Dálmine           |                  |                  |
| 1983                                | Berazategui             |                  |                  |
| 1984                                | Berazategui             |                  |                  |
| 1985                                | No hubo                 | No hubo          | No hubo          |
| Primera B                           |                         |                  |                  |
| 1986-87                             | Quilmes                 |                  |                  |
| 1987-88                             | Arsenal                 |                  |                  |
| 1988-89                             | Villa Dálmine           |                  |                  |
| 1989-90                             | Chacarita Juniors       |                  |                  |
| 1990-91                             | Chacarita Juniors       |                  |                  |
| 1991-92                             | Armenio                 |                  |                  |
| 1992-93                             | No hubo                 | No hubo          | No hubo          |
| 1993-94                             | No hubo                 | No hubo          | No hubo          |
| 1994-95                             | No hubo                 | No hubo          | No hubo          |
| 1995-96                             | El Porvenir             |                  |                  |
| 1996-97                             | No hubo                 | No hubo          | No hubo          |
| 1997-98                             | No hubo                 | No hubo          | No hubo          |
| 2015                                | Brown                   |                  |                  |
| 2017-18                             | Almirante Brown         | San Miguel       | Acassuso         |
| 2018-19                             | All Boys                | Estudiantes      | No hubo          |
| 2019-20                             | No hubo                 | No hubo          | No hubo          |
| 2021                                | Acassuso                | Talleres         | No hubo          |
| 2022                                | Dock Sud                | Los Andes        |                  |
| 2023                                | Dock Sud                | Armenio          | No hubo          |
| 2024                                | Flandria                | Colegiales       | No hubo          |

| Cuarta categoría | Cuarta categoría | Cuarta categoría |
| ---------------- | ---------------- | ---------------- |

| Temporada                              | Campeón                  | Subcampeón       | Tercero                       |
| Tercera División                       | Tercera División         | Tercera División | Tercera División              |
| -------------------------------------- | ------------------------ | ---------------- | ----------------------------- |
| 1950                                   | Justo José de Urquiza    |                  |                               |
| 1953                                   | Deportivo Riestra        |                  |                               |
| 1954                                   | Arsenal                  |                  |                               |
| 1955                                   | Muñiz                    |                  |                               |
| División Superior de Fútbol Aficionado |                          |                  |                               |
| 1971                                   | General Lamadrid         |                  |                               |
| 1972                                   | Armenio                  |                  |                               |
| 1973                                   | Acassuso                 |                  |                               |
| Primera División D                     |                          |                  |                               |
| 1974                                   | Ituzaingó                |                  |                               |
| 1975                                   | Central Ballester        |                  |                               |
| 1976                                   | Sacachispas              |                  |                               |
| 1977                                   | Ferrocarril Midland      |                  |                               |
| 1978                                   | Villa San Carlos         |                  |                               |
| 1979                                   | Acassuso                 |                  |                               |
| 1980                                   | Juventud Unida           |                  |                               |
| 1981                                   | Defensa y Justicia       |                  |                               |
| 1982                                   | No hubo                  | No hubo          | No hubo                       |
| 1983                                   | Liniers                  |                  |                               |
| 1984                                   | Luján                    |                  |                               |
| 1985                                   | Muñiz                    |                  |                               |
| Primera C                              |                          |                  |                               |
| 1986-87                                | No hubo                  | No hubo          | No hubo                       |
| 1987-88                                | No hubo                  | No hubo          | No hubo                       |
| 1988-89                                | Berazategui              |                  |                               |
| 1989-90                                | No hubo                  | No hubo          | No hubo                       |
| 1990-91                                | Comunicaciones           |                  |                               |
| 1991-92                                | No hubo                  | No hubo          | No hubo                       |
| 1992-93                                | No hubo                  | No hubo          | No hubo                       |
| 1993-94                                | No hubo                  | No hubo          | No hubo                       |
| 1994-95                                | No hubo                  | No hubo          | No hubo                       |
| 1995-96                                | No hubo                  | No hubo          | No hubo                       |
| 1996-97                                | No hubo                  | No hubo          | No hubo                       |
| 1997-98                                | No hubo                  | No hubo          | No hubo                       |
| 2018-19                                | El Porvenir              | Ituzaingó        | No hubo                       |
| 2019-20                                | No hubo                  | No hubo          | No hubo                       |
| 2021                                   | Atlas                    | Excursionistas   | No hubo                       |
| 2022                                   | Ferrocarril Midland      | Atlas            | No hubo                       |
| 2023                                   | Claypole Liniers         | Excursionistas   | Justo José de Urquiza No hubo |
| 2024                                   | Defensores de Cambaceres | Argentino (R)    | No hubo                       |

| Quinta categoría | Quinta categoría | Quinta categoría |
| ---------------- | ---------------- | ---------------- |

| Temporada | Campeón     | Subcampeón | Tercero   |
| Primera D | Primera D   | Primera D  | Primera D |
| --------- | ----------- | ---------- | --------- |
| 1986-87   | No hubo     | No hubo    | No hubo   |
| 1987-88   | No hubo     | No hubo    | No hubo   |
| 1988-89   | No hubo     | No hubo    | No hubo   |
| 1989-90   | No hubo     | No hubo    | No hubo   |
| 1990-91   | Sacachispas |            |           |
| 1991-92   | No hubo     | No hubo    | No hubo   |
| 1992-93   | No hubo     | No hubo    | No hubo   |
| 1993-94   | No hubo     | No hubo    | No hubo   |
| 1994-95   | No hubo     | No hubo    | No hubo   |
| 1995-96   | No hubo     | No hubo    | No hubo   |
| 1996-97   | No hubo     | No hubo    | No hubo   |
| 1997-98   | No hubo     | No hubo    | No hubo   |
| 2001      | No hubo     | No hubo    | No hubo   |
| 2003      | No hubo     | No hubo    | No hubo   |
| 2004      | No hubo     | No hubo    | No hubo   |
| 2005      | No hubo     | No hubo    | No hubo   |
| 2006      | No hubo     | No hubo    | No hubo   |
| 2007      | No hubo     | No hubo    | No hubo   |

### Sección Ascenso

#### Amateurismo
| Tercera categoría | Tercera categoría | Tercera categoría |
| ----------------- | ----------------- | ----------------- |

| Temporada | Campeón     | Subcampeón    | Tercero              |
| --------- | ----------- | ------------- | -------------------- |
| 1933      | El Progreso | Villa Adelina | Huracán de San Justo |

#### Profesionalismo
| Tercera categoría | Tercera categoría | Tercera categoría |
| ----------------- | ----------------- | ----------------- |

| Temporada | Campeón          | Subcampeón            | Tercero               |
| --------- | ---------------- | --------------------- | --------------------- |
| 1935      | Progresista      | 25 de Mayo            | Unión (C)             |
| 1936      | Sportivo Alsina  | Boulogne              | No hubo               |
| 1937      | Acassuso         | Los Andes             | No hubo               |
| 1938      | Los Andes        | Sp. Palermo           | Sp. Alsina            |
| 1939      | Boulogne         | Nueva Chicago         | Sp. Alsina            |
| 1940      | Nueva Chicago    | Sp. Alsina            | Central Argentino     |
| 1941      | Sp. Alsina       | Justo José de Urquiza | Liniers               |
| 1942      | Estudiantes      | Liniers               | Barracas Central      |
| 1947      | Colegiales       | Barracas Central      | San Telmo             |
| 1948      | Barracas Central | Acassuso              | Justo José de Urquiza |
| 1949      | San Telmo        | Justo José de Urquiza | Acassuso              |

| Cuarta categoría | Cuarta categoría | Cuarta categoría |
| ---------------- | ---------------- | ---------------- |

| Temporada | N.º de equipos | Campeón                  | Subcampeón               | Tercero               |
| --------- | -------------- | ------------------------ | ------------------------ | --------------------- |
| 1950      | 8              | Liniers                  | Brown de Adrogué         | Acassuso              |
| 1951      | No se disputó  | No se disputó            | No se disputó            |                       |
| 1952      | 10             | Flandria                 | Justo José de Urquiza    | Brown de Adrogué      |
| 1953      | 7              | Deportivo Riestra        | Juventud de Bernal       | Central Argentino     |
| 1954      | 7              | Sacachispas              | Juventud de Bernal       | Deportivo Morón       |
| 1955      | 7              | Deportivo Morón          | Juventud de Bernal       | Central Argentino     |
| 1956      | 10             | Almirante Brown          | Juventud de Bernal       | Sportivo Palermo      |
| 1957      | 12             | Leandro N. Alem          | Defensores de Cambaceres | Deportivo Español     |
| 1958      | 13             | Deportivo Español        | Defensores de Cambaceres | Juventud Unida        |
| 1959      | 15             | Defensores de Cambaceres | Deportivo Italiano       | Defensores de Almagro |
| 1960      | 17             | Deportivo Italiano       | Defensores de Almagro    | Estudiantes           |
| 1961      | 24             | Villa Dálmine            | Arsenal                  | Fénix                 |

## Movilidad interdivisional
Movilidad interdivisional de la sección Ascenso. Entre 1943 y 1946, se disputó la Primera Amateur en lugar de la Tercera de ascenso.

### Con Segunda División
En tercera categoría
| Temporada | Descendidos de la Segunda División | Ascendidos de la Tercera División |
| --------- | --- | --------------------------------- |
| 1933      | Unión (C) San Fernando Albión | El Progreso Huracán de San Justo  |
| 1935      | 25 de mayo Bella Vista Boulogne Central Argentino Defensores de Santos Lugares Huracán de San Justo Estrella Blanca Liniers Marplatense Olivos Progresista Sp. Florida | No hubo                           |
| 1936      | No hubo | Sp. Alsina                        |
| 1937      | No hubo | Los Andes                         |
| 1938      | Acassuso | No hubo                           |
| 1939      | Nueva Chicago Sp. Barracas Sp. Alsina | Boulougne                         |
| 1940      | Sportivo Buenos Aires | Nueva Chicago                     |
| 1941      | Boulogne Estudiantes | Sportivo Alsina                   |
| 1942      | Argentino de Quilmes Barracas Central Los Andes | Estudiantes                       |
| 1947      | Acassuso Barracas Central | Colegiales                        |
| 1948      | Argentino de Quilmes Dock Sud | Barracas Central                  |

En cuarta categoría
| Temporada | Ascendidos de la Tercera División                                                                                                | Descendidos de la Segunda División                                                                              |
| --------- | --- | --- |
| 1950      | No hubo | No hubo |
| 1951      | Liniers Justo José de Urquiza Acassuso Brown (A) Deportivo Riestra Flandria Juventud de Bernal Central Argentino Deportivo Morón | Justo José de Urquiza Acassuso Brown Deportivo Riestra Flandria Juventud de Bernal Central Argentino Dep. Morón |
| 1952      | No hubo | No hubo |
| 1953      | Flandria Justo José de Urquiza Acassuso Brown                                                                                    | No hubo |
| 1954      | Deportivo Riestra | No hubo |
| 1955      | Sacachispas Arsenal (Ll) | No hubo |
| 1956      | Dep. Morón | No hubo |
| 1957      | Almirante Brown Sp. Palermo | Arsenal (Ll) |
| 1958      | Leandro N. Alem | Justo José de Urquiza                                                                                           |
| 1959      | Español de Buenos Aires | Estudiantes |
| 1960      | Defensores de Cambaceres | Sp. Palermo |
| 1961      | Italiano | Acassuso |

### Afiliaciones y desafiliaciones
En tercera categoría
| Temporada | Afiliaciones | Desafiliaciones |
| --------- | --- | --- |
| 1933      | No hubo | Munro Villa Adelina |
| 1935      | 25 de Mayo Bella Vista Boulogne Central Argentino Huracán de San Justo El Progreso Estrella Blanca General San Martín Liniers Los Andes Marplatense Olivos Palermo Progresista Ramsar Acassuso Sp. Alsina Sp. Florida Sp. Palermo Unión (C) | Liniers Olivos |
| 1936      | No hubo | 25 de Mayo General San Martín Unión (C) |
| 1937      | No hubo | No hubo |
| 1938      | Mitre | El Progreso Sp. Florida Mitre Progresista Ramsar                                                                                              |
| 1939      | No hubo | No hubo |
| 1940      | No hubo | No hubo |
| 1941      | Liniers | Sp. Buenos Aires Bella Vista Estrella Blanca                                                                                                  |
| 1942      | No hubo | Sp. Palermo Marplatense |
| 1947      | Flandria Sp. Palermo | Porteño (GR) |
| 1948      | No hubo | No hubo |
| 1949      | No hubo | Justo José de Urquiza Acassuso Brown Deportivo Riestra Flandria Juventud de Bernal Liniers Central Argentino Sp. Palermo Huracán de San Justo |

En cuarta categoría
| Temporada | Afiliaciones                                                                    | Desafiliaciones |
| --------- | ------------------------------------------------------------------------------- | --------------- |
| 1950      | No hubo                                                                         | No hubo         |
| 1951      | No se disputó                                                                   | No se disputó   |
| 1952      | San Justo Arsenal (Ll)                                                          | No hubo         |
| 1953      | Macabi                                                                          | No hubo         |
| 1954      | Sacachispas                                                                     | No hubo         |
| 1955      | Pilar La Paternal                                                               | No hubo         |
| 1956      | Muñiz General Lamadrid 9 de Julio Sp. Palermo                                   | No hubo         |
| 1957      | Leandro N. Alem Defensores de Cambaceres Español de Buenos Aires Juventud Unida | No hubo         |
| 1958      | Porteño (GR)                                                                    | No hubo         |
| 1959      | Italiano in Argentina Defensores de Almagro Español                             | Arsenal (Ll)    |
| 1960      | Fénix Comunicaciones                                                            | No hubo         |
| 1961      | Arsenal Piraña Defensores de Corrientes Villa Dálmine Ituzaingó Luján           | No hubo         |